# Domonkos kódex

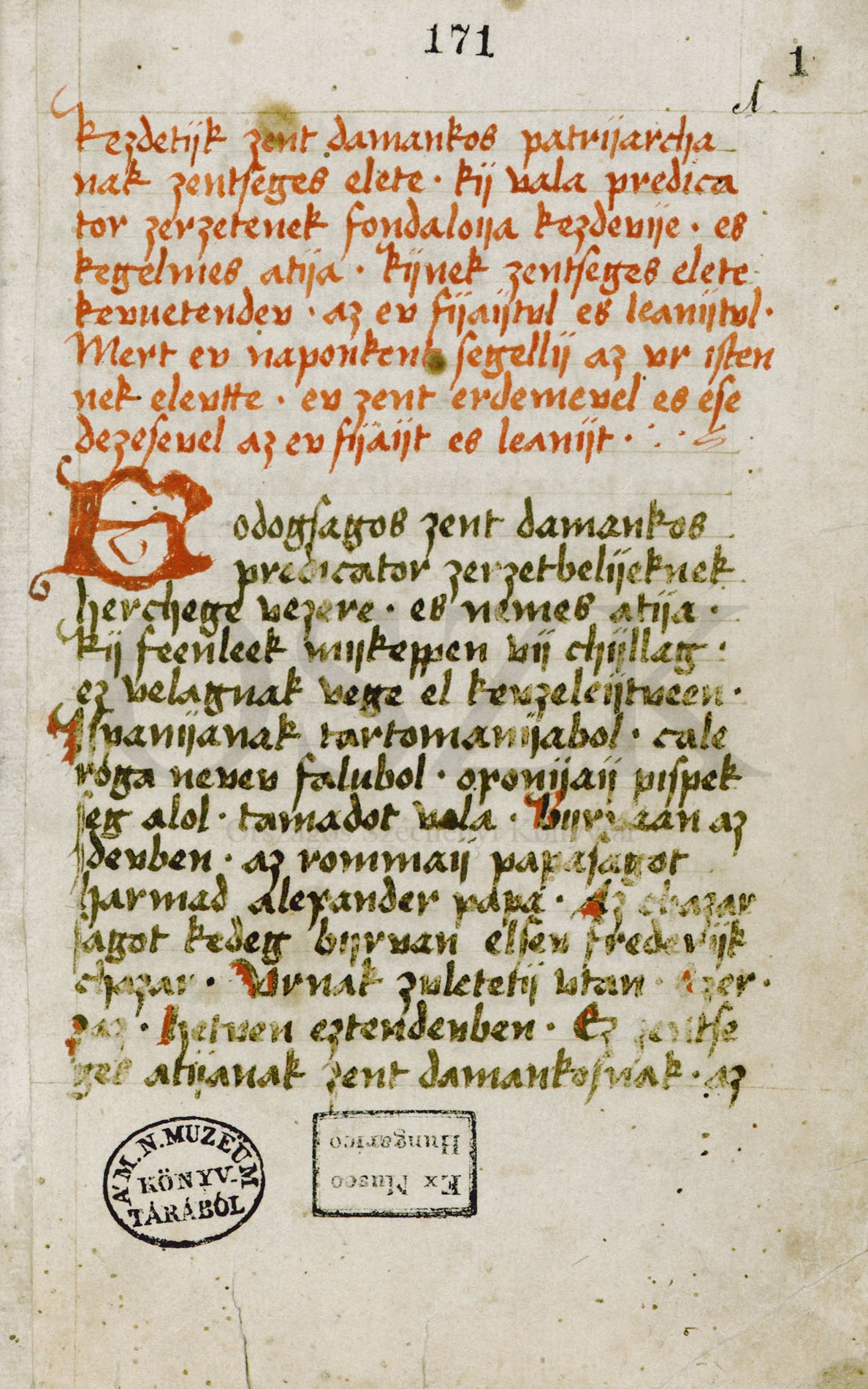
A Domonkos kódex első levele.

A Domonkos kódex 171 levél terjedelmű, nyolcadrét alakú papírkódex 1517-ből, amely Szent Domonkos életét és csodáit írja le.
Fő forrásai Szent Antonin „Chronicon”-ja és Gerardus de Fracheto „Vitae Fratrum Ordinis Praedicatorum” című műve voltak. A Ráskai Lea által lemásolt kódex a XVII-XVIII. században a pozsonyi klarissza apácák birtokában volt, onnan több kitérővel Szerdahelyi Gábor besztercebányai püspökhöz került, az ő hagyatékából a káptalan ajándékaként a Magyar Nemzeti Múzeum könyvtárába.